# Polemon neuwiedi
Polemon neuwiedi (івуарійська змієїдна змія) — вид отруйних змій родини земляних гадюк (Atractaspididae). Мешкає в Західній Африці.

## Поширення і екологія
Івуарійські змієїдні змії мешкають на крайньому південному сході Малі, на заході Буркіна-Фасо, на сході Кот-д'Івуару, в Гані, на півдні Того і Беніну, можливо, також на заході Нігерії. Вони живуть у вологих саванах і рідколіссях. Ведуть риючий, нічний спосіб життя.